# Promozione Emilia-Romagna 1976-1977
Nella stagione 1976-1977 la Promozione era il quinto livello del calcio italiano (il massimo livello regionale). Qui vi sono le statistiche relative al campionato in Emilia-Romagna.
Il campionato è strutturato in vari gironi all'italiana su base regionale, gestiti dai Comitati Regionali di competenza. Promozioni alla categoria superiore e retrocessioni in quella inferiore non erano sempre omogenee; erano quantificate all'inizio del campionato dal Comitato Regionale secondo le direttive stabilite dalla Lega Nazionale Dilettanti, ma flessibili, in relazione al numero delle società retrocesse dal Campionato Interregionale e perciò, a seconda delle varie situazioni regionali, la fine del campionato poteva avere degli spareggi sia di promozione che di retrocessione.

## Girone A

### Squadre partecipanti
| Squadra                 | Città (provincia)             |
| ----------------------- | ----------------------------- |
| U.S. Altedo             | Altedo (BO)                   |
| S.P. Argentana          | Argenta (FE)                  |
| F.C. Budrio             | Budrio (BO)                   |
| S.S. Casalecchio        | Casalecchio di Reno (BO)      |
| A.P.E.M. Caveya         | Predappio (FO)                |
| A.S. Cervia             | Cervia (RA)                   |
| U.S. Cesenatico         | Cesenatico (FO)               |
| U.P. Copparese          | Copparo (FE)                  |
| C.A. Faenza Sez.Calcio  | Faenza (RA)                   |
| A.C. Forlimpopoli       | Forlimpopoli (FO)             |
| A.C. Gambettola         | Gambettola (FO)               |
| S.P. Molinella Frigette | Molinella (BO)                |
| Pol. Portuense          | Portomaggiore (FE)            |
| A.C. Sanson Minerbio    | Minerbio (BO)                 |
| A.S. Santarcangiolese   | Santarcangelo di Romagna (FO) |
| F.C. Savena San Lazzaro | San Lazzaro di Savena (BO)    |

### Classifica finale
|  | Pos. | Squadra                   | Pt | G  | V  | N  | P  | GF | GS | DR  |
|  | ---- | ------------------------- | -- | -- | -- | -- | -- | -- | -- | --- |
|  | 1.   | Molinella Frigette        | 44 | 30 | 16 | 12 | 2  | 38 | 18 | +20 |
|  | 2.   | Forlimpopoli (-3)         | 42 | 30 | 18 | 9  | 3  | 51 | 14 | +37 |
|  | 3.   | Argentana                 | 40 | 30 | 16 | 8  | 6  | 52 | 23 | +29 |
|  | 4.   | Cesenatico                | 37 | 30 | 13 | 11 | 6  | 39 | 29 | +10 |
|  | 5.   | Cervia                    | 36 | 30 | 13 | 10 | 7  | 50 | 29 | +21 |
|  | 6.   | Copparese                 | 33 | 30 | 10 | 13 | 7  | 38 | 32 | +6  |
|  | 7.   | San Lazzaro               | 31 | 30 | 11 | 9  | 10 | 39 | 37 | +2  |
|  | 8.   | Faenza                    | 31 | 30 | 10 | 11 | 9  | 36 | 32 | +4  |
|  | 9.   | Portuense                 | 28 | 30 | 7  | 14 | 9  | 23 | 34 | -11 |
|  | 10.  | Gambettolese              | 27 | 30 | 8  | 11 | 11 | 29 | 33 | -4  |
|  | 11.  | Santarcangiolese          | 26 | 30 | 7  | 12 | 11 | 28 | 32 | -4  |
|  | 12.  | A.P.E.M. Caveia Predappio | 25 | 30 | 6  | 13 | 11 | 19 | 28 | -9  |
|  | 13.  | Sanson Minerbio           | 23 | 30 | 7  | 9  | 14 | 19 | 34 | -15 |
|  | 14.  | Casalecchio               | 22 | 30 | 5  | 12 | 13 | 28 | 48 | -20 |
|  | 15.  | Budrio                    | 19 | 30 | 5  | 9  | 16 | 33 | 53 | -20 |
|  | 16.  | Altedo                    | 13 | 30 | 2  | 9  | 19 | 18 | 64 | -46 |

Verdetti
- Il Molinella è promosso in Serie D.
- Budrio ed Altedo retrocedono in Prima Categoria.

## Girone B

### Squadre partecipanti
| Squadra                              | Città (provincia)         |
| ------------------------------------ | ------------------------- |
| Pol. Astra Noceto                    | Noceto (PR)               |
| F.C. Audax Valtarese                 | Borgo Val di Taro (PR)    |
| U.S. Brescello Mingori               | Brescello (RE)            |
| A.C. Correggese                      | Correggio (RE)            |
| Pol. Assicurazioni Unipol Crevalcore | Crevalcore (BO)           |
| G.S. Felino                          | Felino (PR)               |
| F.C. Finale                          | Finale Emilia (MO)        |
| A.S. Langhiranese                    | Langhirano (PR)           |
| U.S. Mirandolese                     | Mirandola (MO)            |
| S.S. Navobi Gonzaga                  | Gonzaga (MN)              |
| U.S. Reggiolo                        | Reggiolo (RE)             |
| A.C. Sala Baganza                    | Sala Baganza (PR)         |
| A.C. San Secondo                     | San Secondo Parmense (PR) |
| U.S. Sassuolo                        | Sassuolo (MO)             |
| U.C. Viadanese                       | Viadana (MN)              |
| U.S. Vignolese                       | Vignola (MO)              |

### Classifica finale
|  | Pos. | Squadra              | Pt | G  | V  | N  | P  | GF | GS | DR  |
|  | ---- | -------------------- | -- | -- | -- | -- | -- | -- | -- | --- |
|  | 1.   | Sassuolo             | 46 | 30 | 19 | 8  | 3  | 54 | 20 | +34 |
|  | 2.   | Mirandolese          | 44 | 30 | 18 | 8  | 4  | 43 | 16 | +27 |
|  | 3.   | Viadanese            | 35 | 30 | 11 | 13 | 6  | 36 | 22 | +14 |
|  | 4.   | Brescello            | 34 | 30 | 8  | 18 | 4  | 22 | 16 | +6  |
|  | 4.   | Reggiolo             | 34 | 30 | 11 | 12 | 7  | 27 | 26 | +1  |
|  | 6.   | Vignolese            | 31 | 30 | 10 | 11 | 9  | 32 | 38 | -6  |
|  | 7.   | Navobi Gonzaga       | 29 | 30 | 8  | 13 | 9  | 35 | 36 | -1  |
|  | 8.   | Audax Valtarese      | 28 | 30 | 8  | 12 | 10 | 29 | 34 | -5  |
|  | 8.   | San Secondo Parmense | 28 | 30 | 8  | 12 | 10 | 29 | 34 | -5  |
|  | 10.  | Astra Noceto         | 27 | 30 | 8  | 11 | 11 | 25 | 31 | -6  |
|  | 10.  | Finale               | 27 | 30 | 5  | 17 | 8  | 22 | 30 | -8  |
|  | 10.  | Felino               | 27 | 30 | 6  | 15 | 9  | 22 | 31 | -9  |
|  | 13.  | Crevalcore           | 24 | 30 | 8  | 8  | 14 | 35 | 38 | -3  |
|  | 14.  | Correggese           | 24 | 30 | 7  | 10 | 13 | 23 | 31 | -8  |
|  | 15.  | Sala Baganza         | 24 | 30 | 6  | 12 | 12 | 23 | 34 | -11 |
|  | 16.  | Langhiranese         | 18 | 30 | 2  | 14 | 14 | 20 | 39 | -19 |

Verdetti
- Il Sassuolo è promosso in Serie D.
- Sala Baganza (peggiore differenza reti) e Langhiranese retrocedono in Prima Categoria.